# تکاور بی‌همتا
تکاور بی‌همتا (همچنین با نام کماندوی کالیفرنیا نیز شناخته می‌شود؛ فنلاندی: Kalifornian kommando) یک مجموعه تلویزیونی اکشن کمدی فنلاندی است که برای اولین بار در شبکه الیزا وییده در ۱۳ فوریه ۲۰۲۰ پخش شد. این سریال به کارگردانی جالماری هلاندر و بازیگرانی چون کیان لاولی و کاترین هیوز است.
فیلم داستان وانتا «ون» همیلتون (لاولی) را روایت می‌کند که به همراه دوست دخترش راشل (هیوز) از کالیفرنیا به کشور مادرش فنلاند سفر می‌کند، اما مسیر آنها در فرودگاه هلسینکی به دلیل یک خطای سیستم مربوط به پیشینه وان متفاوت است. وان ناگهان خود را در نیروهای دفاعی فنلاند می‌بیند که به عنوان یک کماندوی در میانه ناکجا آباد آموزش می‌بینند، در حالی که راشل در نهایت در هلسینکی با پسر عموی فنلاندی وان زندگی می‌کند که با دوستانش یک گروه موسیقی رپ دارد.